# Herzogtum Rethel
Rethel ist der Name eines historischen Territoriums um die Stadt Rethel in der nördlichen Champagne.

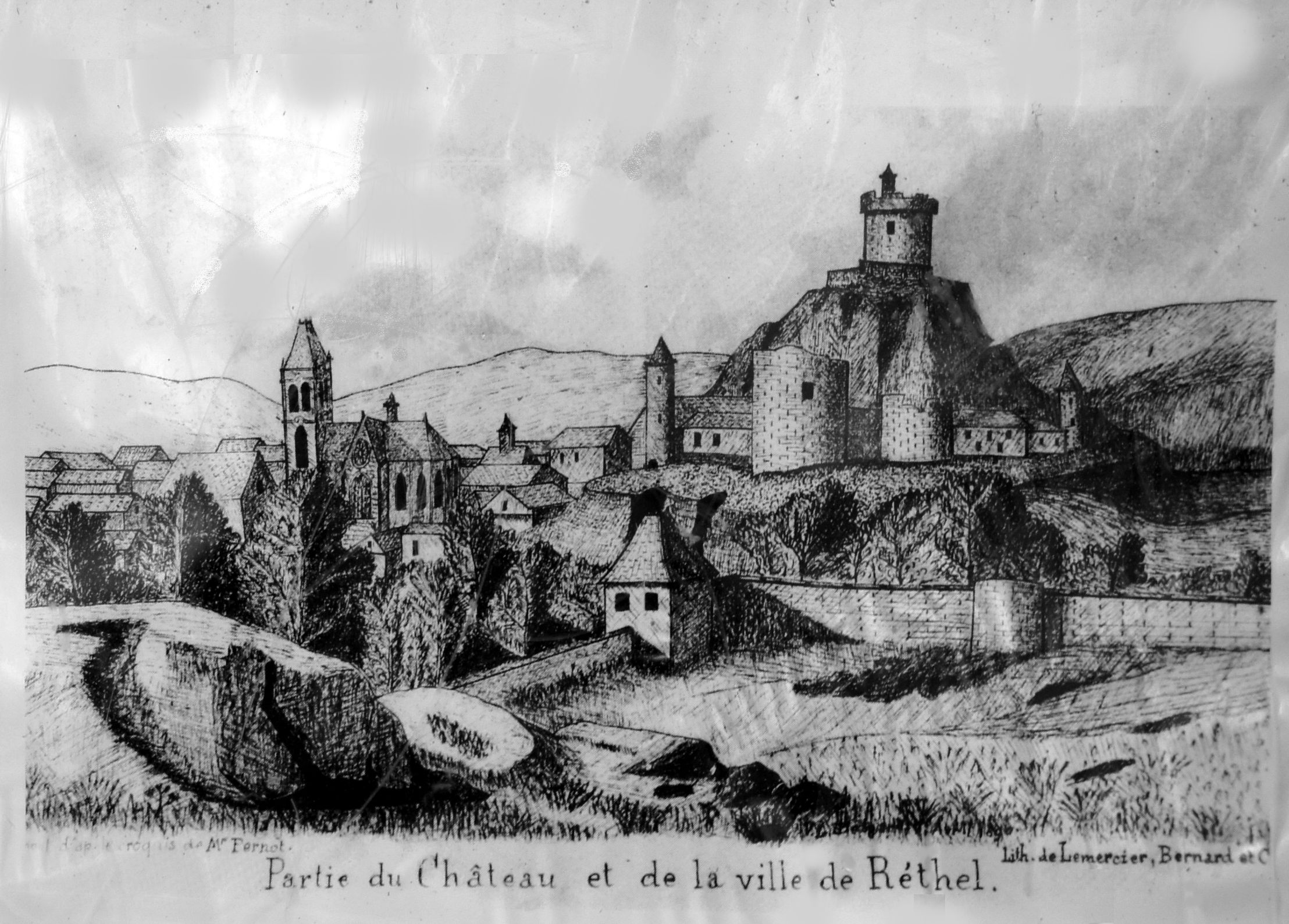
Stadt und Burg Rethel

Provinzen Frankreichs (1477). Die Grafschaft Rethel orange markiert, westlich von Luxemburg.

König Heinrich III. erhob 1581 die Grafschaft Rethel zugunsten Karls von Gonzaga, Herzog von Nevers, zu einem Herzogtum, das später durch Kauf an Mazarin überging. Dieser vermachte es 1661 Armand-Charles de La Porte, dem Ehemann seiner Nichte und Erbin Hortensia Mancini, der seit der Heirat den Titel „Herzog von Mazarin“ trug.

## Grafen von Rethel

Wappen der Stadt und der ersten Grafen von Rethel

### Die Familie des Königs Balduin II. von Jerusalem
1. Hugo I., Graf von Rethel von 1094 bis nach 1118 ⚭ Mélisende de Montlhéry, Tochter des Guy (Haus Montlhéry)
  1. Balduin du Bourg († 21. August 1131), Graf von Edessa, König von Jerusalem 1118 ⚭ Morphia, Tochter des Gabriel von Melitene
    1. Melisende (* 1105, † 1. September 1161) Regentin in Jerusalem 1142–1153 ⚭ Fulko von Anjou, König von Jerusalem 1131–1143
    2. Elise (Alix, Alice) ⚭ 1126 Bohemund II. Fürst von Antiochia († 1131)
    3. Hodierna ⚭ Raimund II. Graf von Tripolis
    4. Joveta (Jutta) Äbtissin von Bethanien

  2. Gervasius († 1124) Graf von Rethel
  3. Mathilde ⚭ Eudo de Vitri – Nachkommen siehe unten
  4. Hodierna/Cäcilie ⚭ Roger von Salerno († 28. Juni 1119), Regent von Antiochia

### Die Grafen von Rethel aus dem Haus Vitri
1. Eudo de Vitri ⚭ Mathilde von Rethel, Tochter des Grafen Hugo I. – siehe oben
  1. Withier de Vitri, Graf von Rethel von 1124 bis nach 1158, ⚭ Beatrix von Namur († 1160), Tochter des Grafen Gottfried
    1. Manasse I. († vor 1200) Graf von Rethel ⚭ Wildgräfin Mathilde
      1. Hugo II. († vor 1228) Graf von Rethel ⚭ Felicité de Broyes († 1257) zu Beaufort etc., Tochter des Simon (Haus Broyes)
        1. Manasse II. († 1273) Graf von Rethel
          1. Johanna († nach 1325) ⚭ Ludwig Erbgraf von Flandern († 1322) – Nachkommen siehe unten

        2.  ? Hugo III. († 1243) ⚭ 1239 Johanna von Dampierre, Tochter des Wilhelm II. von Dampierre

    2. Beatrix (* 1130/35, † 31. März 1185) ⚭ 1151 Roger II., König von Sizilien

### Die Grafen von Rethel aus demHaus Dampierre
- Ludwig I. († Juli 1322) Erbgraf von Flandern, Graf von Nevers 1280, Graf von Rethel 1290 – siehe oben
- Ludwig II. (* um 1304, † 25. August 1346) Graf von Flandern (Ludwig I.), Nevers und Rethel 1322
- Ludwig III. (* 25. Oktober 1330, † 30. Januar 1384) folgt 1346, 1382 Graf von Burgund (Freigrafschaft)
- Margarethe (getauft 13. April 1350, † 16. März 1405) Gräfin von Flandern (Margarete III.), Nevers, Rethel und der Freigrafschaft Burgund, Herrin von Salins ⚭ 1) 21. März 1356 Philipp I. Herzog von Burgund (1345–1361) ⚭ 2) 19. Juni 1369 Philipp II. Herzog von Burgund (1342–1404) – Nachkommen siehe unten

### Die Grafen von (Nevers und) Rethel aus dem HausValois-Burgund

Wappen von Philipp II. sowie von Karl I. von Nevers und Rethel aus dem Haus Valois-Burgund

Wappen von Johann von Nevers, Rethel, Étampes und Eu

- 1402–1407: Anton von Brabant (* 1. August 1384; † 25. Oktober 1415), zweitältester Sohn des Herzogs Philipp II. von Burgund und der Margarethe von Flandern, Graf von Rethel – siehe oben
- 1407–1415: Philipp von Burgund (* Oktober 1389, † 25. Oktober 1415), drittältester Sohn des Herzogs Philipp II. von Burgund und der Margarethe von Flandern, Graf von Nevers und Rethel – siehe oben
- 1415–1464: Karl I. (* 1414, † Mai 1464), Sohn Philipps, Graf von Nevers und Rethel
- 1464–1491: Johann II. (* 1415, † 1491), Bruder Karls, Graf von Nevers, Rethel und Étampes, 1472 Graf von Eu,
- 1491–1500: Charlotte († 1500), Tochter Johanns II., Gräfin von Rethel, Tochter Johanns; ⚭ 1486

### DasHaus Albret
- 1494–1544: Jean d’Albret († 1544), Seigneur d’Orval, als Ehemann Charlottes von 1494 bis 1500 Graf von Rethel
- 1500–1525: Marie d’Albret (* 1491, † 1549), Tochter Jeans d’Albret, Gräfin von Rethel

Gräfin Marie verkauft Rethel 1525 an Odet de Foix.

### Das Haus Foix-Lautrec (Grailly)
- 1525–1528: Odet de Foix (* 1485, † 15. August 1528), Schwager Gräfin Maries, Vizegraf von Lautrec, Graf von Beaufort und Rethel
- 1528–1540: Henri de Foix († 20. September 1540), Sohn Odets, Graf von Beaufort und Rethel
- 1540–1553: Claude de Foix († 1553), Schwester Henris, Gräfin von Beaufort und Rethel

Nach dem erbenlosen Tod von Claude fällt Rethel an ihren Cousin François I. de Clèves, den Sohn Maries d’Albret.

### Die Grafen und Herzöge von Nevers und Rethel aus demHaus Kleve-Mark(Haus Kleve-Nevers)

Wappen der Herzöge von Kleve-Nevers

- Engelbert von Kleve (* 1462, † 1506), Sohn von Johann I., Herzog von Kleve, und Elisabeth von Burgund, 1486 in Frankreich naturalisiert, 1490 Titulargraf von Auxerre, 1491 4. Graf von Eu, Rethel und Étampes, Pair von Frankreich, 1504 1. Graf von Nevers; ⚭ 1490 Charlotte de Bourbon (* 1474, † 1520), Tochter von Johann II. Graf von Vendôme
- Charles († 1521) 2. Graf von Nevers, 5. Graf von Eu, Pair von Frankreich, Sohn Engelberts; ⚭ Marie d’Albret (Siehe oben)
- François I. (* 1516, † 1562) 1521 6. Graf von Eu etc., 1538 1. Herzog von Nevers, Pair von Frankreich, Sohn von Karl und Marie d‘Albret
- François II. (* 1540, † 1562) 1562 2. Herzog von Nevers, Pair von Frankreich, 7. Graf von Eu etc., Sohn von Franz I.
- Jacques (* 1544, † 1564) 1563 3. Herzog von Nevers, Pair von Frankreich, 8. Graf von Eu, Graf von Rethel etc., Sohn von Franz I.
- Henriette (* 1542, † 1601) 1566 4. Herzogin von Nevers, Pair von Frankreich, Tochter von Franz I.; ⚭ 1566 Luigi Gonzaga (1539–1595) 1563 Graf von Rethel, Pair von Frankreich, 1566 4. Herzog von Nevers, 1581 Herzog von Rethel

## Die Herzöge von Rethel aus dem HausGonzaga

Wappen von Luigi Gonzaga

Die Herzogtümer Nevers und Rethel kamen durch die Ehe Luigi Gonzagas mit Henriette von Kleve, der Tochter des Herzogs Franz I. von Kleve-Nevers, in die Familie Gonzaga. Die Regenten von Nevers und Rethel aus der Familie Gonzaga waren:
1. Luigi (1566–1595)
2. Carlo I. (1595–1637, Herzog von Mantua 1630)
3. Francesco (1606, † 1622 als Herzog von Rethel)
4. Carlo II. (* 1609, † 1631 als Herzog von Rethel)
5. Carlo III. (1637–1659)

Die Herzogtümer Nevers und Rethel wurden 1659 an den Kardinal Mazarin verkauft; das Herzogtum Rethel wurde 1663 in Duché de Mazarin umbenannt.

## Die Herzöge von Rethel bzw. (ab 1663) Mazarin aus demHaus Mazarin-Mancini
- 1659–1661: Jules Mazarin (1602–1661), Kardinal, regierender Minister Ludwigs XIV.
- 1661–1713: Armand-Charles de La Porte (Haus La Porte)
- 1713–1731: Paul Jules de La Porte
- 1731–1738: Guy Jules Paul de La Porte
- 1738–1781: Louise Jeanne de Durfort de Duras und (ab 1747) ihr Ehemann Louis-Marie-Guy d’Aumont
- 1781–1789: Louise d’Aumont, Ehefrau von Honoré IV. de Monaco

Der Titel Duc de Mazarin wird heute vom Fürsten von Monaco geführt.